# Seleuco (figlio di Antioco I)
Seleuco (in greco antico: Σέλευκος?, Séleukos; ... – 267 a.C. ca.) è stato un principe seleucide, figlio maggiore del sovrano Antioco I.

## Biografia

### Origini familiari
Seleuco era il figlio maggiore dell'imperatore seleucide Antioco I e di Stratonice di Siria; era quindi nipote del fondatore della dinastia seleucide, Seleuco I, e del re di Macedonia Demetrio I Poliorcete. Nacque in una data sconosciuta non molto dopo il matrimonio dei genitori, avvenuto nel 294 a.C.

### Co-reggenza e morte
Nel 281 a.C. morì Seleuco I e Antioco, che fino ad allora era stato co-reggente, diventò sovrano regnante; al momento dell'ascesa al trono fece co-reggente Seleuco, suo figlio maggiore, per assicurare una continuità stabile alla dinastia. Del periodo di co-reggenza tra i due nulla si sa dell'attività di Seleuco; nel 267 a.C. circa, però, Seleuco fu messo a morte dal padre, probabilmente per aver cercato di usurpare il trono.

## Ascendenza
|                       |                       |                      | Genitori |  |  | Nonni |  |  | Bisnonni |  |  | Trisnonni |  |
|                       |                       |                      |          |  |  |       |  |  | Antioco  |  |  | …         |  |
|                       |                       |                      |          |  |  |       |  |  | Antioco  |  |  | …         |  |
|                       |                       | …                    |          |  |  |       |  |  | Antioco  |  |  |           |  |
| Seleuco I             |                       |                      |          |  |  |       |  |  | Antioco  |  |  |           |  |
|                       |                       | Laodice di Macedonia | …        |  |  |       |  |  |          |  |  |           |  |
|                       |                       | Laodice di Macedonia | …        |  |  |       |  |  |          |  |  |           |  |
|                       |                       | Laodice di Macedonia | …        |  |  |       |  |  |          |  |  |           |  |
| Antioco I             |                       | Laodice di Macedonia |          |  |  |       |  |  |          |  |  |           |  |
|                       |                       | Spitamene            | …        |  |  |       |  |  |          |  |  |           |  |
|                       |                       | Spitamene            | …        |  |  |       |  |  |          |  |  |           |  |
|                       |                       | Spitamene            | …        |  |  |       |  |  |          |  |  |           |  |
| Apama I               |                       | Spitamene            |          |  |  |       |  |  |          |  |  |           |  |
|                       |                       | …                    | …        |  |  |       |  |  |          |  |  |           |  |
|                       |                       | …                    | …        |  |  |       |  |  |          |  |  |           |  |
|                       |                       | …                    | …        |  |  |       |  |  |          |  |  |           |  |
| Seleuco               |                       | …                    |          |  |  |       |  |  |          |  |  |           |  |
|                       | Antigono I Monoftalmo | Filippo              |          |  |  |       |  |  |          |  |  |           |  |
|                       | Antigono I Monoftalmo | Filippo              |          |  |  |       |  |  |          |  |  |           |  |
|                       | Antigono I Monoftalmo | …                    |          |  |  |       |  |  |          |  |  |           |  |
| Demetrio I Poliorcete | Antigono I Monoftalmo |                      |          |  |  |       |  |  |          |  |  |           |  |
|                       |                       | Stratonice           | Correo   |  |  |       |  |  |          |  |  |           |  |
|                       |                       | Stratonice           | Correo   |  |  |       |  |  |          |  |  |           |  |
|                       |                       | Stratonice           | …        |  |  |       |  |  |          |  |  |           |  |
| Stratonice di Siria   |                       | Stratonice           |          |  |  |       |  |  |          |  |  |           |  |
|                       |                       | Antipatro            | …        |  |  |       |  |  |          |  |  |           |  |
|                       |                       | Antipatro            | …        |  |  |       |  |  |          |  |  |           |  |
|                       |                       | Antipatro            | …        |  |  |       |  |  |          |  |  |           |  |
| Fila                  |                       | Antipatro            |          |  |  |       |  |  |          |  |  |           |  |
|                       |                       | …                    | …        |  |  |       |  |  |          |  |  |           |  |
|                       |                       | …                    | …        |  |  |       |  |  |          |  |  |           |  |
|                       |                       | …                    | …        |  |  |       |  |  |          |  |  |           |  |
|                       |                       | …                    |          |  |  |       |  |  |          |  |  |           |  |